# Comuna Velîki Krînkî, Hlobîne
Velîki Krînkî (în ucraineană Великі Кринки) este o comună în raionul Hlobîne, regiunea Poltava, Ucraina, formată din satele Șevcenkî, Sirenkî, Stepove, Velîki Krînkî (reședința) și Vesela Dolîna.

## Demografie
Componența lingvistică a comunei Velîki Krînkî
     Ucraineană (95,74%)
     Rusă (3,26%)
     Alte limbi (0,43%)
Conform recensământului din 2001, majoritatea populației comunei Velîki Krînkî era vorbitoare de ucraineană (95,74%), existând în minoritate și vorbitori de rusă (3,26%).